# Dolmen von Aillevans

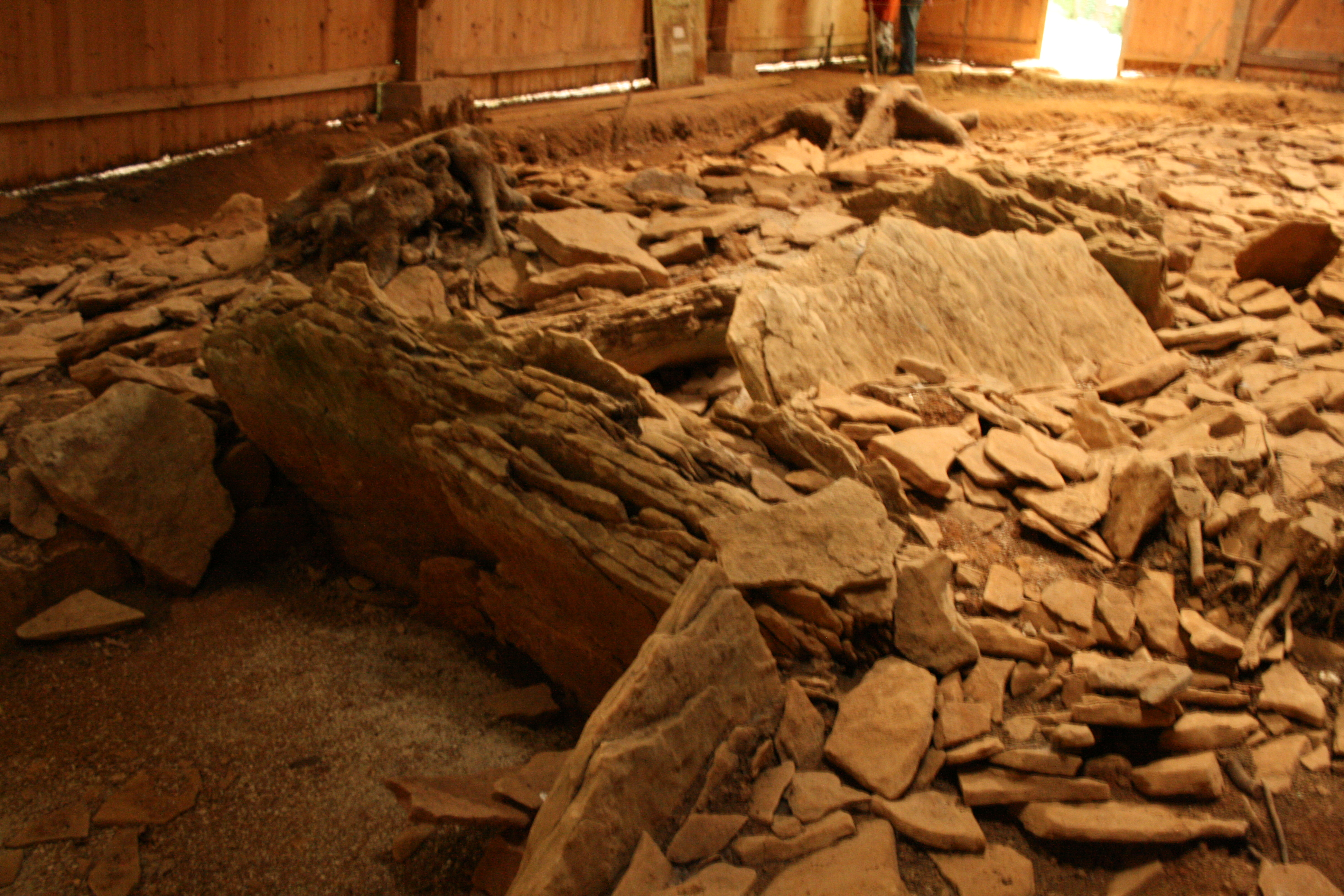
Dolmen von Aillevans

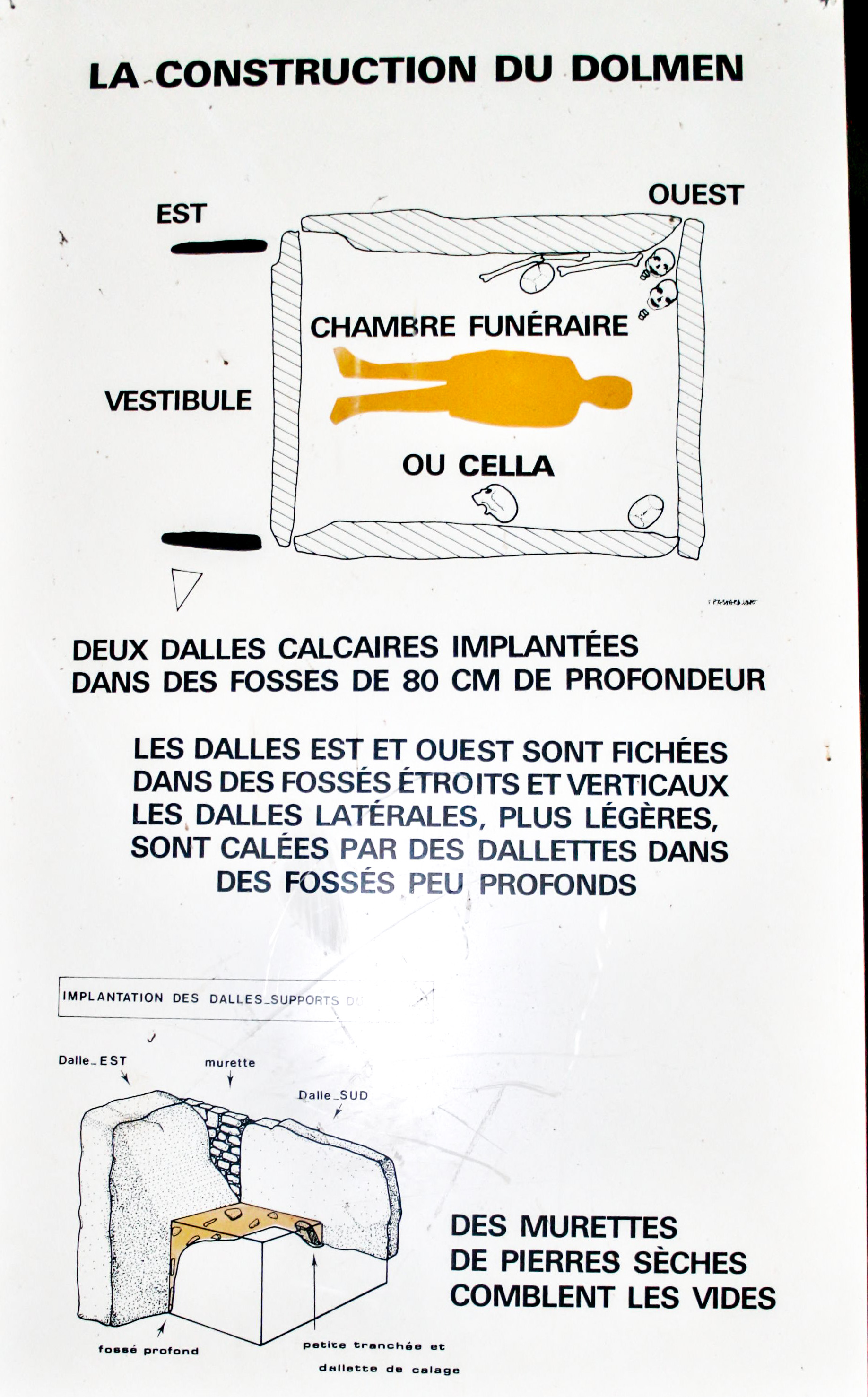
Information zur Konstruktion des Dolmen

Der neolithische Dolmen von Aillevans gehört zu den Dolmen du Bois de Blusseret. Er liegt im Bois du Blusseret (Wald) bei Aillevans im Süden des Département Haute-Saône in der Region Bourgogne-Franche-Comté in Ostfrankreich. Er wurde 1973 entdeckt und ist seit dem Jahre 1979 ein französisches Kulturdenkmal. Dolmen ist in Frankreich der Oberbegriff für Megalithanlagen aller Art (siehe: Französische Nomenklatur).
Der Dolmen, der anders als der Dolmen von Santoche nicht zum in dieser Region verbreiteten Typ Schwörstadt gehört, sondern einer eigenen Gruppe den Namen gab, bestand aus einer etwa 2,4 m breiten und 5,0 m langen, rechteckigen Kammer mit Vorraum, die aus den beiden Seitenwänden, der End- und der Frontplatte mit dem Zugang im Osten und der verschwundenen Deckenplatte bestand. Die verstürzten Seitenwände bestehen aus einer Platte auf der rechten und zwei Platten auf der linken Seite. Die Höhe der Kammer lag bei etwa 0,9 m.
Der Dolmen lag zunächst in einem Rundhügel. Dieser erste Hügel wurde mit einem trapezförmigen Hügel von 19 m Länge überbaut. Seine neun Meter breite, längere Seite bildete die Frontseite, die vermutlich eingezogen war und, ähnlich wie der Dolmen des Issières im nahen Brevilliers, einen von Anten gebildeten Vorhof hatte. Der aus plattigen Feldsteinen errichtete Hügel endete auf Höhe der Deckenplatte. Zu beiden Seiten des Hügels wurden Gruppen von vier Säulen gefunden. Die Anlage befindet sich heute in einer Halle.
Unvollständige Informationen über die Funde stammen aus alten Grabungen und Beobachtungen. Die Bestattungspraktiken und die genaue Zeitstellung sind noch weitgehend unbekannt. Allerdings gelten die Anlagen als Schöpfungen der Horgener Kultur, die zum Teil durch die Allée couvertes des Seine-Oise-Marne-Gebietes, aber mehr noch durch die Dolmen von Petit-Chasseur beeinflusst war. Die gefundenen Artefakte bestanden aus rautenförmigen Pfeilspitzen mit Stielen und einem Feuersteindolch.

## Systematik der Anlagen
Im Jurabogen lassen sich die Megalithanlagen in drei Gruppen gliedern:
- die unter einem runden Erdhügel liegenden Dolmen vom Typ Schwörstadt mit quadratischer Kammer und Seelenloch
- die baugleichen Dolmen vom Typ Aesch, jedoch mit rechteckiger Kammer
- die Dolmen vom Typ Aillevans mit rechteckiger Kammer und nach vorn oder seitlich vorspringenden Anten (sog. Antennendolmen). Die Kammer kann von einem runden Erdhügel oder von trapezförmigem Trockenmauerwerk umgeben sein.

Möglicherweise gehört die Allée couverte von Auvernier auch zu diesem Typ.